# جوزيف بوب بالش
جوزيف بوب بالش (بالإنجليزية: Joseph Pope Balch)‏ هو ضابط أمريكي، ولد في 9 أغسطس 1822 في بروفيدنس في الولايات المتحدة، وتوفي بنفس المكان في 2 ديسمبر 1872.